# Soothe My Soul
Soothe My Soul è un singolo del gruppo musicale britannico Depeche Mode, pubblicato il 15 marzo 2013 come secondo estratto dal tredicesimo album in studio Delta Machine.

## Video musicale
Il video, diretto da Warren Fu, è stato reso disponibile il 28 marzo 2013 attraverso il canale YouTube del trio e ha la particolarità di essere stato girato in bianco e nero e in formato verticale. In esso vengono mostrate scene dei tre componenti del gruppo eseguire il brano con altre in cui viene mostrata una donna nuda.

## Tracce
Testi e musiche di Martin L. Gore.
Download digitale – 1ª versione, CD
1. Soothe My Soul (Radio Edit) – 3:57
2. Goodbye (Gesaffelstein Remix) – 3:51

CD maxi, download digitale – 2ª versione
1. Soothe My Soul (Steve Angello vs Jacques Lu Cont Remix) – 7:03
2. Soothe My Soul (Tom Furse - The Horrors Remix) – 4:58
3. Soothe My Soul (Billy F Gibbons and Joe Hardy Remix) – 5:17
4. Soothe My Soul (Joris Delacroix Remix) – 6:54
5. Soothe My Soul (Black Asteroid Remix) – 5:35
6. Soothe My Soul (Gregor Tresher Soothed Remix) – 5:59

12"
- Lato A

1. Soothe My Soul (Steve Angello vs Jacques Lu Cont Remix) – 7:01
2. Soothe My Soul (Matador Remix) – 8:11

- Lato B

1. Soothe My Soul (Destructo Remix) – 6:02
2. Soothe My Soul (Gregor Tresher Remix) – 7:06

## Formazione
Hanno partecipato alle registrazioni, secondo le note di copertina di Delta Machine:
Gruppo
- Andy Fletcher – strumentazione
- Dave Gahan – voce
- Martin Gore – strumentazione, voce

Altri musicisti
- Christoffer Berg – programmazione
- Kurt Uenala – programmazione aggiuntiva
- Dan Tobiason – sound design

Produzione
- Ben Hillier – produzione
- Ferg Peterkin – ingegnere del suono
- Kurt Uenala – registrazione voce
- Tomas del Toro-Diaz – assistenza tecnica
- Will Loomis – assistenza tecnica
- Flood – missaggio
- Rob Kirwan – ingegneria al missaggio
- Drew Smith – assistenza al missaggio
- Bunt Stafford-Clark – mastering
- Anton Corbijn – design, fotografia

## Classifiche
| Classifica (2013)                 | Posizione massima |
| --------------------------------- | ----------------- |
| Belgio (Fiandre)                  | 60                |
| Belgio (Vallonia)                 | 59                |
| Francia                           | 45                |
| Germania                          | 22                |
| Italia                            | 67                |
| Regno Unito                       | 88                |
| Stati Uniti (alternative)         | 27                |
| Stati Uniti (dance club)          | 7                 |
| Stati Uniti (dance singles sales) | 1                 |

## Date di pubblicazione
| Paese                 | Data di pubblicazione | Formato                                   | Note          |
| --------------------- | --------------------- | ----------------------------------------- | ------------- |
| Regno Unito           | 15 marzo 2013         | Airplay                                   | [ 2 ]         |
| Italia                | 26 aprile 2013        | Airplay                                   | [ 8 ]         |
| Mondo                 | 10 maggio 2013        | Download digitale, streaming              | [ 9 ]         |
| Regno Unito           | 13 maggio 2013        | CD, CD maxi, download digitale, streaming | [ 10 ] [ 11 ] |
| Stati Uniti d'America | 14 maggio 2013        | CD, CD maxi, download digitale, streaming | [ 10 ] [ 11 ] |
| Regno Unito           | 10 giugno 2013        | 12"                                       | [ 10 ]        |
| Stati Uniti d'America | 10 giugno 2013        | 12"                                       | [ 10 ]        |